# 金光萩雄
金光萩雄（こんこう はぎお、嘉永2年4月25日（1849年5月17日） - 大正8年（1919年）12月17日）は、金光教の初代管長。

## 略歴
嘉永2年（1849年）4月25日、今の岡山県浅口市金光町大谷に生まれる。赤沢文治（金光大神）登勢（とせ）の4男。幼名は、茂平（もへい）、後に石之丞（いしのじょう）と改められる。
慶応2年（1866年）10月11日、浅尾藩有志組に志願して名字帯刀を許され、明治元年（1868年）11月1日金光山神（こんこうさんじん）の神号を授けられた。
明治8年(1875年)古川参作の長女ゆきと結婚、三男二女をもうけた。
父、金光大神の布教を助けるため、教導職の資格を取り佐藤範雄らと共に金光教公認活動の中心となった。
金光大神の死後、二代目金光大陣として教団の中心となり、弟金光宅吉に広前を任せ、三直信らと共に、金光教団の公認設立に尽力した。
明治18年(1885年)6月、神道本局傘下の神道金光教会の成立時には、教長に選任。明治33年(1900年)6月の金光教の独立に際しては管長に選任された。
大正8年(1919年)12月17日死去。諡号は「金光山神大道立別命」（こんこうさんじんおうじたてわけのみこと）。
家長として、広前を守った金光宅吉の息子金光攝胤等、弟一家の後見・養育に貢献した。